# Aaron Aguilera
Aaron Aguilera (28 de febrero de 1977) es un luchador profesional mexicano-estadounidense y actor, más conocido como Jesús y Uno en la World Wrestling Entertainment (WWE) y la Wrestling Society X de MTV. En la actualidad compite en All Japan Pro Wrestling como Zodiac y en Lucha Libre USA como Lujo Esquire.

## Carrera

### World Wrestling Entertainment
Aguilera aparece inicialmente en la World Wrestling Federation con Christopher Daniels como Uno, la mitad de Los Conquistadores durante el tiempo de Edge & Christian se hacían pasar como miembros del equipo. Después de 4 años fue contratado de nuevo más tarde para llevar a cabo en el gimmick de Jesús, guardaespaldas de Carlito Caribbean Cool. Jesús fue acusado de atacar a John Cena en un club nocturno en Boston, Massachusetts, por orden de Carlito (Kayfabe). Después que Cena derrotó a Carlito obteniendo el Campeonato de los Estados Unidos de la WWE, Jesús atacó varias veces a Cena en los próximos par de semanas, finalmente lo golpea en el riñón con la propia cadena de Cena, provocando de manera temporal su marginación de la lucha. En realidad, Cena requiere un descanso de la WWE mientras se encontraba fuera del país filmando The Marine.
Aguilera enfrentó a John Cena en un Street Fight en Armageddon 2004 por el Campeonato de los Estados Unidos de la WWE, pero fue derrotado.
Fue derrotado por Ron Simmons en un episodio de Heat del 11 de noviembre del 2007.

## Campeonatos y logros
- Alternative Wrestling Show
  - AWS Tag Team Championship (1 vez) – con Al Katrazz

- Empire Wrestling Federation
  - EWF Heavyweight Championship (1 vez)[5]

- Golden State Championship Wrestling
  - GSCW Heavyweight Championship (2 veces)

- Pro Wrestling WAR
  - PWW Heavyweight Championship (1 vez)

- Ultimate Pro Wrestling
  - UPW Tag Team Championship (3 veces) – con Justin Sane (2) y Al Katrazz (1)

- West Coast Wrestling Alliance
  - WCWA Heavyweight Championship (1 vez)